# 阿比菲尔
阿比菲尔是爱尔兰利默里克郡的一个镇，人口1,683人（2002年）。